# Ост-Индская станция
Ост-Индская станция (англ. East Indies Station) — заморское командование в составе Королевского флота, отвечавшее за Индийский океан, и некоторое время за Персидский залив и Дальний Восток.

## История
Ост-Индская станция была создана в 1763 году, по окончании Семилетней войны. К тому времени Адмиралтейство уже не могло полагаться в защите торговли только на корабли Ост-Индской компании. На тот момент станцией командовал временный коммодор, во главе небольшой эскадры, базировавшейся преимущественно в Бомбее.
Во времена войн или внешней угрозы станция испытывала рост за счет присылаемых из метрополии кораблей. По мере надобности коммодор мог реквизировать для службы торговые суда на месте. В период Наполеоновских войн станцией командовал уже вице-адмирал. Среди других самостоятельных командований Ост-Индская станция занимала по важности четвертое-пятое место, после Канала, Средиземного моря и Вест-Индии. Соответственно происходило и распределение ресурсов, включая корабли и людей.
В 1804 году успешные захваты британцев в Голландской Ост-Индии присоединили этот район к зоне ответственности станции, на весь период войн до 1815 года.
С 1831 года, в связи с расширением зоны ответственности, стала называться Ост-Индской и Китайской станцией. Тогда же получила официальный статус командования.
С 1839 года, с приобретением Адена, станция распространилась на Красное море.
В 1865 была разделена на Ост-Индскую и Китайскую станции. В 1865—1867 годах командующий станцией отвечал одновременно за Мыс Доброй Надежды.
В зону ответственности входил Индийский океан, исключая воды вокруг Голландской Ост-Индии, Южной Африки и Австралии, но включая Красное море и Персидский залив. В задачу Станции входила защита торговых интересов Великобритании. Базами служили Коломбо, Тринкомали, Бомбей, Басра и Аден.
В связи со вступлением Японии во Вторую мировую войну в конце 1941 года Ост-Индская станция была объединена с Китайской станцией в Британский Восточный флот.

## Командующие

### Командующие на Ост-Индской станции и на мысу Доброй Надежды
- 1865 коммодор Фредерик Монтрезор
- 1865—1867 коммодор Чарлз Хиллъяр

### Командующие Ост-Индской станции
- 1867—1870 контр-адмирал Леопольд Хит
- 1870—1872 контр-адмирал Джеймс Кокбёрн
- 1872—1875 контр-адмирал Артур Камминг
- 1875—1877 контр-адмирал Реджиналд Макдоналд
- 1877—1879 контр-адмирал Джон Корбетт
- 1879—1882 контр-адмирал Вильям Гор Джонс
- 1882—1885 контр-адмирал Вильям Хьюитт
- 1885—1888 контр-адмирал Фредерик Ричардс
- 1888—1891 контр-адмирал Эдмунд Фримантл
- 1891—1892 контр-адмирал Фредерик Робинсон
- 1892—1895 контр-адмирал Вильям Кеннеди
- 1895—1898 контр-адмирал Эдмунд Драммонд
- 1898—1899 контр-адмирал Арчибалд Дуглас
- 1899—1902 контр-адмирал Дэй Босанквет
- 1902—1903 контр-адмирал Чарлз Друри
- 1903—1905 контр-адмирал Джордж Эткинсон-Виллес
- 1905—1907 контр-адмирал Эдмунд По
- 1907—1909 контр-адмирал сэр Джордж Варрендер
- 1909—1912 контр-адмирал Эдмонд Слэйд
- 1912 контр-адмирал Александер Бетелл
- 1913—1915 контр-адмирал Ричард Пирс
- 1916—1917 контр-адмирал Росслин Вимисс
- 1917—1919 контр-адмирал Эрнест Гонт
- 1919—1921 контр-адмирал Хью Тотхилл
- 1921—1923 контр-адмирал Льюис Клинтон-Бэйкер
- 1923—1925 контр-адмирал Герберт Ричмонд
- 1925—1927 контр-адмирал Уолтер Эллертон
- 1927—1929 контр-адмирал Бертрам Тезигер
- 1929—1932 контр-адмирал Эрик Фуллертон
- 1932—1934 контр-адмирал Мартин Данбар-Несмит
- 1934—1936 вице-адмирал Форрестер Роуз
- 1936—1938 вице-адмирал Александр Рамсей
- 1938—1939 вице-адмирал Джеймс Соммервил
- 1939—1941 адмирал сэр Ральф Литам